# Burgen (Untermosel)

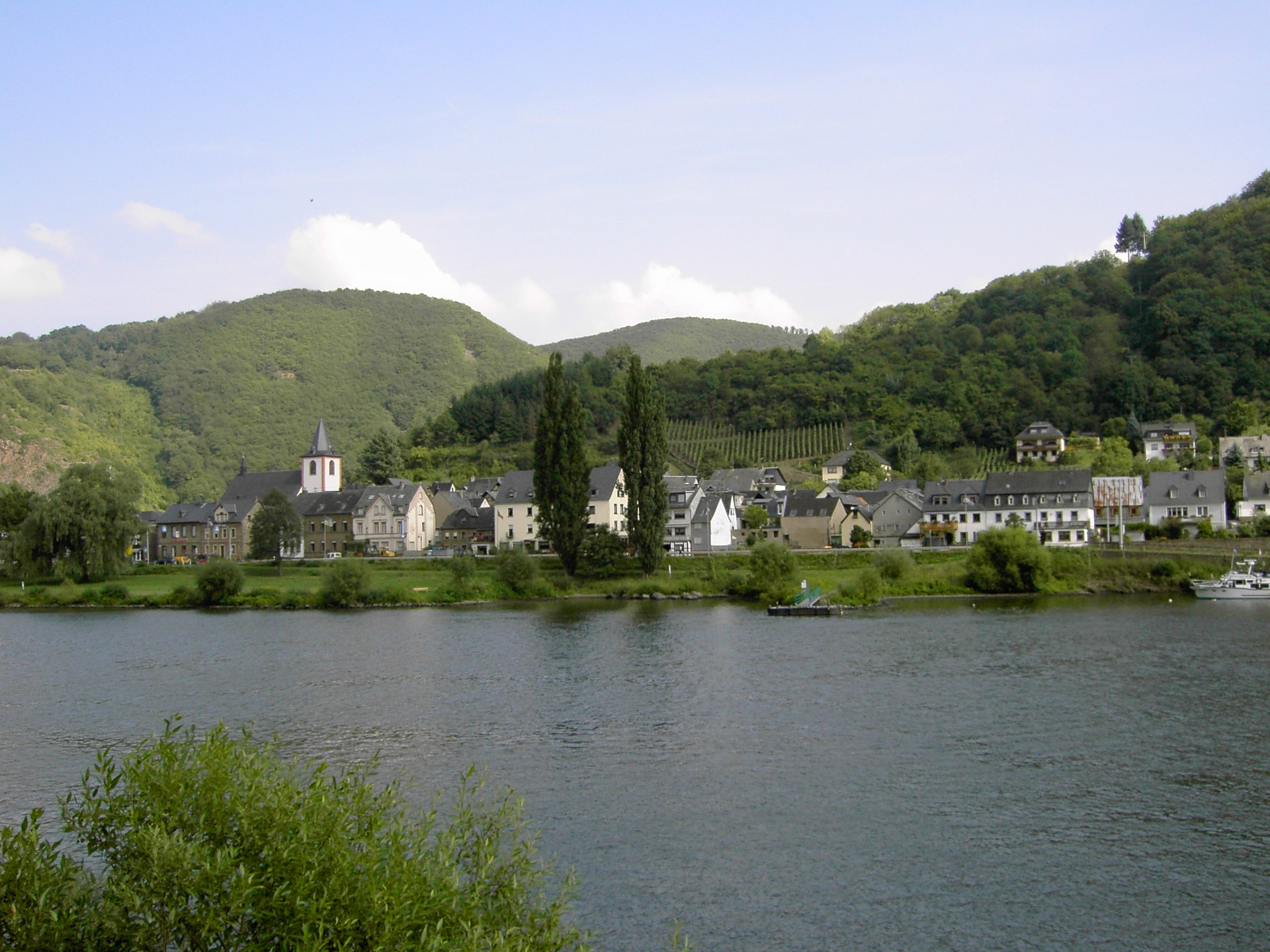
Ortsansicht

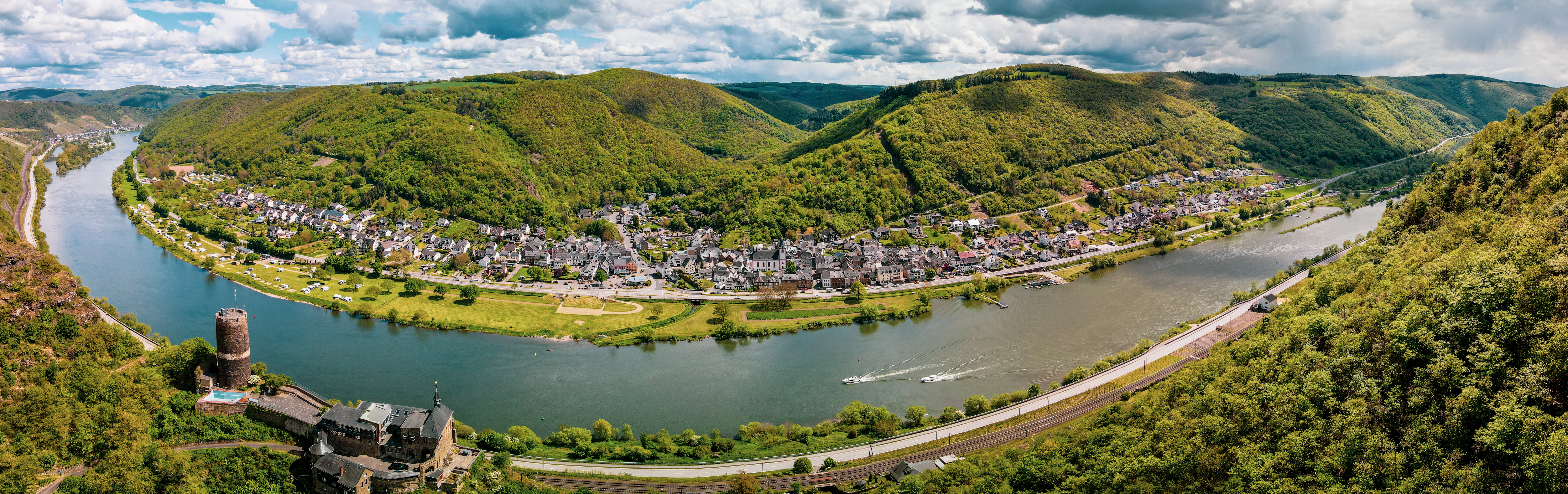
Burgen an der Mosel

Burgen ist eine Ortsgemeinde an der Untermosel im Landkreis Mayen-Koblenz in Rheinland-Pfalz. Sie gehört der Verbandsgemeinde Rhein-Mosel an, die ihren Verwaltungssitz in Kobern-Gondorf hat. Burgen ist ein staatlich anerkannter Erholungsort.

## Geographie

### Geographische Lage
Burgen liegt an der Mündung des Baybachs in die Mosel.
Zur Gemeinde Burgen gehören auch die Wohnplätze Birkenhof, Gänshof, Haus in der Au, Moselkerner Fähre und Ölmühle.

### Klima
Der Jahresniederschlag beträgt 661 mm.

## Geschichte
Erstmals erwähnt wurde Burgen im Jahr 928 in einer Landleihe-Urkunde (Prekarie) des Herzogs Giselbert von Lothringen mit dem Trierer Erzbischof Ruotger von Trier. Besiedelt war der Ort vermutlich aber schon früher, da sich bei Bauarbeiten römische und keltische Reste fanden.
Bis 1780 gehörte Burgen zum "Dreiherrischen" Kondominium Beltheimer Gericht, nach dessen Aufteilung fiel der Ort an Kurtrier. Das Kollegiatstift von Münstermaifeld verfügte über Besitz im Ort und übte bis zur Hälfte des 16. Jahrhunderts auch die Seelsorge aus. Andere Grundbesitzer waren die Bistümer Köln und Trier, verschiedene Klöster und Stifte, die den regionalen Adelsfamilien Verwalter- bzw. Lehensnehmerfunktionen übertrugen.
Der rechts des Baybachs liegende Ortsteil Rom, früher auch Roma, Room, Rhom war bis zum Ende der kurtrierischen Herrschaft 1798 ein Ort im Gerichts- und Verwaltungsbezirk Gallscheider Gericht. Größter Grundbesitzer war das Koblenzer Stift St. Kastor.
Nach der Einnahme des Linken Rheinufers durch französische Revolutionstruppen (1794) kam Burgen zu Frankreich und gehörte von 1798 bis 1814 zum Kanton Treis im Rhein-Mosel-Departement. Burgen wurde im Jahr 1800 Hauptort (chef-lieu) einer Mairie, zu der auch Brodenbach, Dommershausen, Macken und Morshausen gehörten.
Aufgrund der auf dem Wiener Kongress getroffenen Vereinbarungen wurde die Region 1815 dem Königreich Preußen zugeordnet. Unter der preußischen Verwaltung gehörte Burgen zur Bürgermeisterei Brodenbach im 1816 gebildeten Kreis Sankt Goar im Regierungsbezirk Koblenz.
Seit 1946 ist der Ort Teil des Landes Rheinland-Pfalz und gehört seit 1970 gehört zum Landkreis Mayen-Koblenz.
Im Dezember 1993 litt Burgen unter dem Jahrhunderthochwasser, welches Teile des Dorfes unter Wasser setzte.
Bevölkerungsentwicklung
Die Entwicklung der Einwohnerzahl der Gemeinde Burgen, die Werte von 1871 bis 1987 beruhen auf Volkszählungen:
| Jahr | Einwohner |
| 1815 | 701       |
| 1835 | 836       |
| 1871 | 781       |
| 1905 | 772       |
| 1939 | 694       |
| 1950 | 819       |

| Jahr | Einwohner |
| 1961 | 763       |
| 1970 | 819       |
| 1987 | 762       |
| 1997 | 902       |
| 2005 | 786       |
| 2023 | 754       |

## Politik

### Gemeinderat
Der Gemeinderat in Burgen besteht aus zwölf Ratsmitgliedern, die bei der Kommunalwahl am 9. Juni 2024 in einer Mehrheitswahl gewählt wurden, und dem ehrenamtlichen Ortsbürgermeister als Vorsitzendem. Bei den vorangegangenen Wahlen wurden die Ratsmitglieder in einer personalisierten Verhältniswahl bestimmt, da mehrere Wahlvorschläge eingereicht wurden.
Die Sitzverteilung im Gemeinderat:
| Wahl | SPD               | CDU               | F.W.G.            | FWG               | Gesamt   |
| ---- | ----------------- | ----------------- | ----------------- | ----------------- | -------- |
| 2024 | per Mehrheitswahl | per Mehrheitswahl | per Mehrheitswahl | per Mehrheitswahl | 12 Sitze |
| 2019 | –                 | 1                 | 4                 | 7                 | 12 Sitze |
| 2014 | –                 | –                 | 7                 | 5                 | 12 Sitze |
| 2009 | 1                 | 3                 | 6                 | 2                 | 12 Sitze |
| 2004 | 2                 | 1                 | 3                 | 6                 | 12 Sitze |

- F.W.G. = Freie Wählergruppe Sigmar Pfeiffer
- FWG = Freie Wählergruppe Burgen e. V.

### Bürgermeister
Fritz M. Bär wurde 2014 Ortsbürgermeister von Burgen. Bei der Direktwahl am 26. Mai 2019 wurde er mit einem Stimmenanteil von 83,25 % für weitere fünf Jahre in seinem Amt bestätigt. Bei der Direktwahl am 9. Juni 2024 wurde er als Einzelbewerber ohne Gegenkandidat mit 89,9 % der Stimmen erneut wiedergewählt.

## Sehenswürdigkeiten

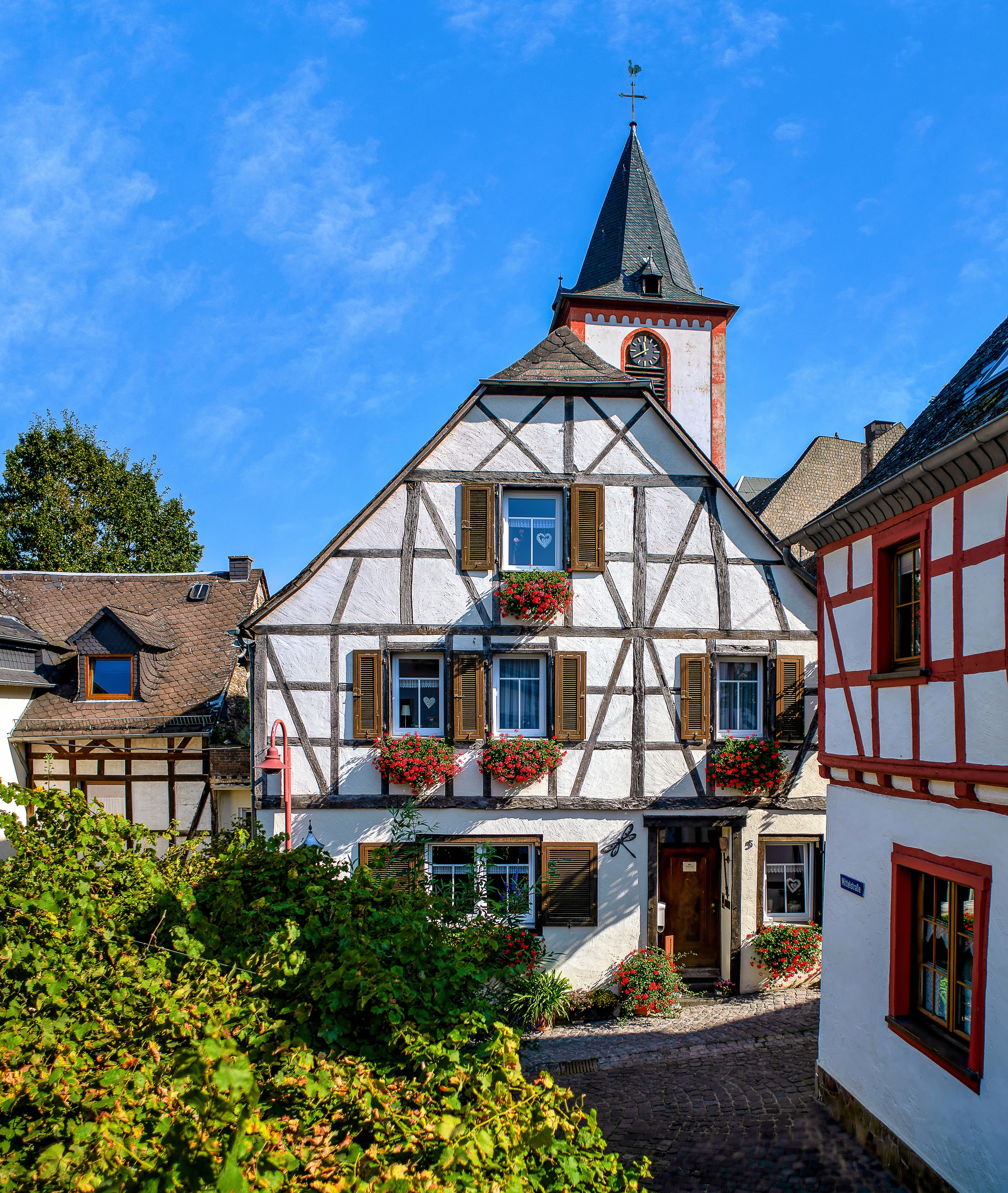
Fachwerkhäuser in der Pützstraße

Die Burg Bischofstein befindet sich auf der gegenüberliegenden Moselseite am westlichen Ufer auf einem Felssporn. Unterhalb der Burg Bischofstein befindet sich die Pauluskapelle aus dem 13. Jahrhundert. Im Ort finden sich viele moselländische Fachwerkhäuser, die teilweise gut erhalten oder auch restauriert sind. Einige der alten Gebäude stehen leer und drohen zu verfallen. Erhalten sind aber die Zehnthäuser der Eltzer und Waldecker.
Siehe auch: Liste der Kulturdenkmäler in Burgen

## Feste
- Das wohl größte Fest von Burgen ist das Schützenfest. Es findet immer am ersten Wochenende im August statt. Bis 2006 feierte man das Fest auf der großen Moselwiese. Ab 2007 feierten die Schützenbrüder ihr Fest am Ende von Burgen am Sportplatz und Schützenhalle. Seit 2022 findet das Schützenfest auf dem Marktplatz statt.

## Infrastruktur
Burgen liegt unmittelbar an der Bundesstraße 49 Koblenz – Treis-Karden – Cochem. Zwischen Koblenz und Burgen verkehren Busse, die die Moselgemeinden mit der Stadt verbinden. Bis in die 1980er Jahre war Burgen zudem über eine 1994 eingestellte Fähre und einen auf dem anderen Moselufer nahe der Burg Bischofstein gelegenen Bahnhof an der Moselstrecke Koblenz – Treis-Karden – Cochem zu erreichen.

## Weinbau
Weinlagen (moselabwärts gesehen)
- Burgener Bischofstein